# Senecio aphanactis
Senecio aphanactis es una planta herbácea de la familia de las asteráceas, originaria de California desde el norte de la Bahía de San Francisco al sur en Baja California. Se produce en las zonas costeras secas, sobre todo pisos alcalinos . 

## Descripción
Es una hierba anual que alcanza un tamaño de 10 a 20 centímetros de alto con una pequeña raíz pivotante. La planta es principalmente glabra, pero en las partes superiores, tales como la inflorescencia, puede tener pelos. Las hojas son lineales o en forma de lanza, por lo general con bordes lobulados, y miden de 2 a 4 centímetros de largo. A veces sésiles  en la base. La cabeza de la flor tiene forma de urna y está cubierta de brácteas. La cabeza se abre ligeramente en la parte superior, dejando al descubierto muchas florecillas amarillas del disco. El fruto es un largo y delgado aquenio cubierto de canas y con  un mechón de largas cerdas blancas.

## Taxonomía
Senecio aphanactis fue descrita por  Edward Lee Greene y publicado en Pittonia 1(14): 220. 1888.
Etimología
Ver: Senecio
aphanactis: epíteto que proviene de aphanes = "discretos", y actis =  "rayo", por lo tanto se refiere a una cabeza con pequeños rayos florales.